# Andonis Samaras
Andonis Samaras (gr. Αντώνης Σαμαράς; ur. 23 maja 1951 w Atenach) – grecki polityk. Od 20 czerwca 2012 do 26 stycznia 2015 premier Grecji. Dwukrotny minister spraw zagranicznych w latach 1989–1992, poseł do Parlamentu Europejskiego w latach 2004–2007, minister kultury w 2009. Członek greckiego parlamentu, przewodniczący Nowej Demokracji w latach 2009–2015.

## Życiorys

### Wykształcenie
Andonis Samaras urodził się w Atenach w 1951. W 1974 ukończył ekonomię w Amherst College w Stanach Zjednoczonych, a dwa lata później studia typu MBA na Harvard University. Mówi w języku angielskim, francuskim i włoskim.

### Działalność polityczna do 2009
W latach 1977–1993 był deputowanym do greckiego parlamentu z ramienia Nowej Demokracji z okręgu Mesenia. W 1989 pełnił funkcję ministra spraw gospodarczych, a od 1989 do 1992 (z krótką przerwą w 1990) dwukrotnie ministra spraw zagranicznych w rządach premierów Ksenofona Zolotasa i Konstandinosa Mitsotakisa. W 1993 wystąpił z Nowej Demokracji i założył prawicową partię Wiosna Polityczna. W wyborach parlamentarnych w październiku 1993 jego partia zdobyła 10 mandatów w parlamencie. Andonis Samaras objął mandat deputowanego, który zajmował do 1996. W wyniku wyborów z 1996 jego ugrupowanie znalazło się poza parlamentem.
W 2004 Wiosna Polityczna połączyła się ostatecznie z Nową Demokracją (ND), a Andonis Samaras w czasie wyborów europarlamentarnych w czerwcu 2004 dostał się do Parlamentu Europejskiego z ramienia ND. W PE wszedł w skład Komisji Budżetowej, Komisji ds. Gospodarczych i Monetarnych oraz Delegacji ds. stosunków UE-Rosja.
W wyniku wyborów parlamentarnych we wrześniu 2007 został ponownie członkiem greckiego parlamentu z ramienia ND. Zasiadł w nim w Komisji Spraw Europejskich oraz Komisji Spraw Gospodarczych. 8 stycznia 2009 został mianowany ministrem kultury w rządzie Kostasa Karamanlisa i zajmował ten urząd do 7 października 2009.

### Działalność polityczna w latach 2009–2012
Po przegranej Nowej Demokracji w wyborach parlamentarnych w październiku 2009 i złożonej przez Kostasa Karamanlisa ze stanowiska przewodniczącego partii, Andonis Samaras postanowił ubiegać się o opróżniony urząd. Po raz pierwszy przewodniczący partii wybierany był przez wszystkich członków Nowej Demokracji w ogólnogreckich wyborach, a nie jak dotąd w czasie kongresu partii. 29 listopada 2009 prawie 550 tys. obywateli w ponad tysiącu punktach w całej Grecji wzięło udział w wyborze lidera ND. Andonis Samaras, z wynikiem 50,18% zdobytych głosów, pokonał swoją główną rywalkę Dorę Bakojanni, który uzyskała 38,76% głosów poparcia. 30 listopada 2009 objął stanowisko przewodniczącego Nowej Demokracji i tym samym lidera opozycji.
W 2011 w obliczu kryzysu gospodarczego kierowana przez niego partia zdecydowała się na udział w nowym rządzie i prowadzenie reform gospodarczych. Działacze ND weszli w skład gabinetu Lukasa Papadimosa. Andonis Samaras poprowadził swoje ugrupowanie do zwycięstwa w przedterminowych wyborach w maju 2012. Uzyskał misję utworzenia nowego rządu, która zakończyła się porażką.

### Premier Grecji
W czerwcu 2012 w konsekwencji nieutworzenia gabinetu odbyły się kolejne wybory, w których Nowa Demokracja poprawiła swój wynik, zyskując blisko 30% głosów i 129 mandatów w 300-osobowym parlamencie. Andonis Samaras ponownie podjął rozmowy koalicyjne, uzyskując porozumienie Nowej Demokracji z Panhelleńskim Ruchem Socjalistycznym (PASOK) i Demokratyczną Lewicą (DIMAR). 20 czerwca 2012 został zaprzysiężony na urząd premiera Grecji.

### Działalność od 2015
Przedterminowe wybory w styczniu 2015 zostały wygrane przez eurokomunistyczną SYRIZĘ. Nowa Demokracja zajęła drugie miejsce, sam Andonis Samaras ponownie został wybrany na posła. 26 stycznia 2015 zakończył urzędowanie na stanowisku premiera – zastąpił go lider wygranego ugrupowania Aleksis Tsipras.
Po zwycięstwie opcji „przeciw” w referendum dotyczącym porozumienia Grecji z międzynarodowymi wierzycielami 5 lipca 2015 Andonis Samaras zrezygnował z kierowania Nową Demokracją. Tymczasowym liderem ND został wówczas Wangelis Meimarakis. We wrześniu tego samego roku w kolejnych wyborach utrzymał mandat poselski na kolejną kadencję (reelekcja również w 2019, maju 2023 i czerwcu 2023). W listopadzie 2024 za krytykę polityki rządu Kiriakosa Mitsotakisa został wykluczony z ND.